# Ettore Belmondo

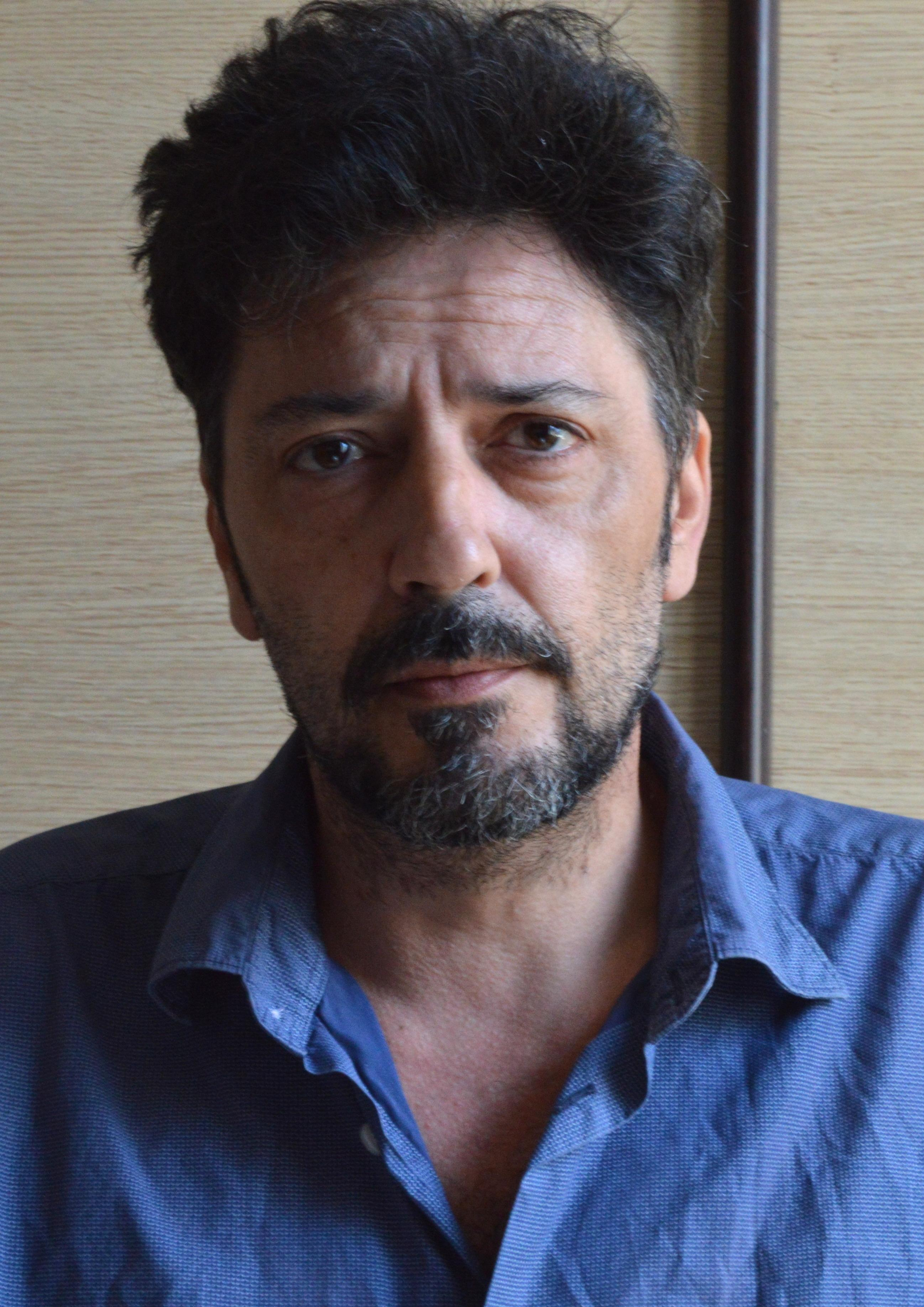

Ettore Belmondo (Torino, 11 luglio 1967) è un attore italiano.

## Biografia
Nato a Torino nel 1967, vive la sua infanzia nel quartiere Parella. Appassionato di Judo, attività sportiva iniziata all'età di sei anni e che porterà avanti a livello agonistico fino ai diciannove anni, si dedica contemporaneamente anche al nuoto e allo sci. Dopo la maturità tecnica all'ITIS San Leonardo Murialdo, si iscrive alla Scuola di Teatro del Teatro Nuovo di Torino.

## Filmografia

### Cinema
- Levia Gravia, regia di Enzo Mercuri (1996)
- La frontiera, regia di Franco Giraldi (1996)
- Ora e per sempre, regia di Vincenzo Verdecchi (2003)
- Anche libero va bene, regia di Kim Rossi Stuart (2005)
- Sfiorarsi, regia di Angelo Orlando (2005)
- Dalla parte giusta, regia di Roberto Leoni (2005)
- Animanera regia di Raffaele Verzillo (2006)
- L'uomo privato, regia di Emidio Greco (2007)
- Gli sfiorati, regia di Matteo Rovere (2011)
- Tutta colpa di Freud, regia di Paolo Genovese (2014)
- La banalità del crimine, regia di Igor Maltagliati (2017)
- L'ombra del lupo, regia di Alberto Gelpi (2018)
- La mia seconda volta, regia di Alberto Gelpi (2019)
- L'anima salva, regia di Federica Biondi (2024)

### Televisione
- Il caso Fenaroli, regia di Giampaolo Tescari (1996)
- Primo Cittadino, regia di Gianfranco Albano (1998)
- Incantesimo (prima stagione), regia di Gianni Lepre (1998)
- L'ispettore Giusti, regia di Sergio Martino (1998)
- Incantesimo (seconda stagione), regia di Tomaso Sherman (1998)
- L'avvocato Porta, regia di Franco Giraldi (1999)
- Un colpo al cuore, regia di Alessandro Benvenuti (1999)
- Ricominciare, regia di Vincenzo Verdecchi (2000-2001)
- Una vita sottile, regia di Gianfranco Albano (2001)
- La squadra, regia di Cristiano Celeste (2002)
- Nessuno al suo posto, regia di Gianfranco Albano (2002)
- Le stagioni del cuore, regia di Antonello Grimaldi (2003)
- Ragazzi e ragazze, regia di Gianfranco Albano (2003)
- Il capitano, regia di Vittorio Sindoni (2004)
- Un posto al sole, registi vari (2004)
- Gente di Mare, regia di Alfredo Peyretti (2004)
- La buona battaglia - Don Pietro Pappagallo, regia di Gianfranco Albano (2005)
- A voce alta, regia di Vincenzo Verdecchi (2005)
- Butta la luna, regia di Vittorio Sindoni (2005)
- La squadra, regia di Stefano Amatucci (2006)
- L'una e l'altra, regia di Gianfranco Albano (2012)
- La vita che corre, regia di Fabrizio Costa (2012)
- Qualunque cosa succeda, regia di Alberto Negrin (2014)
- Un amore per due, regia Raffaele Verzillo (2015)
- Il Paradiso delle Signore, regia Monica Vullo (2015)
- L'Allieva, regia di Luca Ribuoli (2015)
- Felicia Impastato, regia di Gianfranco Albano (2015)
- In 140 secondi - serie web Rai (2015)
- L'onore e il rispetto, regia Luigi Parisi (2015)
- Squadra mobile - Operazione Mafia Capitale, regia di Alexis Sweet - episodi 2x09, 2x11 (2017)
- La mafia uccide solo d'estate, regia di Luca Ribuoli (2017)
- La Compagnia del Cigno, regia di Ivan Cotroneo (2018)
- Oltre la soglia, regia Riccardo Mosca e Monica Vullo (2019)
- Io ti cercherò, regia di Gianluca Maria Tavarelli, episodi 1x04 - 1x06 (2020)
- Chiamami ancora amore, regia Gianluca Maria Tavarelli, episodio 1x04 (2021)
- Circeo, regia di Andrea Molaioli, episodio 6 (2022)
- I casi di Teresa Battaglia, regia di Carlo Carlei e Kiko Rosati – serie TV, 6 episodi (2023-2024)
- Un'estate fa, regia di Marta Savina e Davide Marengo, episodi 6-7 (2023)
- La Rosa dell'Istria, regia di Tiziana Aristarco (2024)
- Che Dio ci aiuti - serie TV, episodio 8x10 (2025)

### Cortometraggi
- Treinta ay tres-Uruguay, regia di Enzo Capua (1997)
- Brivido blu, regia di Enzo Capua (1997)
- Due andate e un solo ritorno, regia di Enzo Capua (1997)
- Una conferenza acida, regia di Enzo Capua (1997)
- Un'altra lei, regia di Gabriele Andreoli (2002)
- Terminal, regia di Roberto Leoni (2010)
- Nemesi, regia di Simone Ciancotti Petrucci (2017)
- Ci sarà tempo, regia di Simone Ciancotti Petrucci (2018)
- Non mi posso lamentare, regia di Cristiana Mecozzi e Elisa Billi (2018)
- Il Dono, regia di David Petrucci (2021)

## Radio
- Pene di Kafka, regia di Emidio Greco (2002)
- Ubu Re, regia di Pino Cauteruccio (2003)
- K2, regia di Massimo Guglielmi (2004)
- Ma non andare in giro tutta nuda, regia di Emidio Greco (2004)

## Teatro
- Il martirio di S.Bartolomeo, regia di Salvatore Tomai (1992)
- Elettra e Clitennestra, regia di Luciano Lucignani (1992)
- La guerra in tempo di pace, regia di Adriano Vianello (1993)
- Prepariamo la rivoluzione - I Corvi, regia di Massimiliano Caprara (1993)
- Giù nei bassifondi, regia di Carlo Lizzani (1994)
- Come sta la nonna?, regia di Anna Lezzi (1995)
- Sherlock Holmes e il mastino, regia di Patrick Rossi Gastaldi (1995)
- Il caso Bobbit, regia di Anna Lezzi (1995)
- La lavanda dei piedi, regia di Carlo Lizzani (1995)
- Le confessioni, regia di Walter Manfrè (1996)
- Oreama, regia di Carlo Lizzani (1996)
- Il fuoco del sole, regia di Giancarlo Zagni (2001)